# Regi Van Acker
Regi Van Acker (* 25. April 1955 in Antwerpen) ist ein belgischer Fußballtrainer.

## Karriere
Van Acker begann seine Trainerkarriere als Co-Trainer bei Sint-Niklase SKE. Im November 1992 übernahm er den Zweitligisten als Cheftrainer. Zur Saison 1994/95 wurde er wieder Co-Trainer und assistierte fortan Paul Put. Zur Saison 1995/96 wurde er Trainer des KV Kortrijk. Kortrijk führte er 1998 zum Aufstieg ins Oberhaus. Den Aufstieg machte Van Acker aber nicht mit, er übernahm stattdessen den Zweitligisten Royal Antwerpen. Auch mit Antwerpen stieg er 2000 in die höchste Spielklasse auf. Dort schaffte er mit dem Team in der Saison 2000/01 als Zwölfter den Klassenerhalt.
Zur Saison 2001/02 wechselte er innerhalb der Liga zum Lierse SK. Mit Lierse belegte er den 15. Platz in der 1. Division in jener Spielzeit, nach der sich die Wege wieder trennten. Im September 2002 ging Van Acker erstmals ins Ausland und wurde Trainer des österreichischen Bundesligisten Schwarz-Weiß Bregenz. In der Saison 2002/03 schaffte er mit dem Team als Neunter den Klassenerhalt, dieser wurde aber erst am letzten Spieltag gesichert. In der Saison 2003/04 erreichte Bregenz dann unter seiner Führung das beste Ergebnis der Klubgeschichte, die Vorarlberger schlossen die Spielzeit als Fünfte ab. In der Saison 2004/05 lief es aber wieder Schlechter, Bregenz war im Februar 2005 Letzter, Van Acker zog schließlich die Reißleine und kehrte zum wieder zweitklassigen Royal Antwerpen in seine Heimat zurück. Der Wiederaufstieg wurde zweimal verpasst, nach der Saison 2005/06 verließ er den Verein wieder.
Ab September 2006 trainierte er anschließend den Zweitligisten Red Star Waasland. Mit Waasland belegte er Platz 14 in der 2. Division, nach der Saison 2006/07 verließ er das Team wieder. Zur Saison 2007/08 wurde er dann im Unterhaus Trainer des KRC Mechelen. Dort war er bis Oktober 2009 im Amt, im November 2009 übernahm er Sportkring Sint-Niklaas. Sint-Niklaas verließ er im Oktober 2011. Im November 2011 wurde er Trainer von Hoogstraten VV, mit dem er 2013 in die zweite Liga aufstieg. Hoogstraten verließ er im März 2014 auf dem vorletzten Tabellenplatz liegend. Anschließend übernahm er im selben Monat VW Hamme.
Ab der Saison 2014/15 trainierte Van Acker mit Eendracht Aalst wieder einen Zweitligisten. Mit Aalst wurde er Neunter, nach der Saison 2014/15 verließ er das Team. Im Oktober 2015 wechselte er dann zum Ligakonkurrenten KFC Dessel Sport. Mit Dessel wurde er Siebter, aufgrund einer Ligareform stieg das Team dadurch aber aus der zweithöchsten Spielklasse ab. Den Gang mit Dessel in die dritte Liga machte er nicht mit, er wechselte stattdessen innerhalb der Liga zum KMSK Deinze. Sowohl in den Saisonen 2017/18 und 2018/19 verpasste Deinze erst in der Aufstiegsrunde den Aufstieg. Nach der Saison 2018/19 verließ er den Verein nach drei Jahren.
Im Dezember 2019 wurde er Trainer des Drittligisten F.C.V. Dender E.H. Mit Dender gelang ihm 2022 der Aufstieg in die Division 1B. Im Februar 2023 trennte sich Dender von ihm. Im September 2023 übernahm er ein zweites Mal Eendracht Aalst, das mittlerweile nur noch viertklassig war. Im Februar 2024 verließ er Aalst nach wenigen Monaten wieder. Im April 2024 kehrte Van Acker zum österreichischen Zweitligisten Schwarz-Weiß Bregenz zurück, dem Nachfolger seines gleichnamigen Ex-Klubs.